# Liste des sites et monuments historiques de l'Antarctique
Cet article recense les sites et monuments historiques de l'Antarctique.

## Caractéristiques
En Antarctique, un site ou monument historique est un lieu protégé d'intérêt historique, situé sur le continent ou l'une des îles de l'océan Antarctique. Ces lieux sont protégés dans le cadre du protocole au traité sur l'Antarctique, et forment l'une des trois catégories de zones protégées (en) du continent avec les zones spécialement protégées et les zones gérées spéciales.
Pour bénéficier de ce statut, un site doit satisfaire à au moins l'un de ces critères :
- un événement important dans l'histoire de la science ou de l'exploration du continent s'y est déroulé ;
- être associé à une personne importante dans l'histoire antarctique ;
- être associé à un exploit significatif d'endurance ou d'engagement ;
- être représentatif d'une activité plus vaste, importante dans le développement et la connaissance de l'Antarctique ;
- présenter une valeur technique, historique, culturelle ou architecturale intrinsèque ;
- présenter un potentiel éducatif ;
- présenter une valeur symbolique ou commémorative pour les habitants de nombreux pays.

Les premiers sites sont protégés en 1972. En 2013, 81 sites sont répertoriés par le secrétariat du traité sur l'Antarctique,. Cinq sites ont par ailleurs été retirés de cette liste pour diverses raisons (par exemple par intégration dans un ensemble plus large).

## Liste
| Monument                                                                  | Lieu                                                                            | Proposant                               | Gestionnaire                            | Date | Réf.   | Coordonnées                         | Illus.                                            |
| ------------------------------------------------------------------------- | ------------------------------------------------------------------------------- | --------------------------------------- | --------------------------------------- | ---- | ------ | ----------------------------------- | ------------------------------------------------- |
| Mât officiel du pôle Sud                                                  | Pôle Sud                                                                        | Argentine                               | Argentine                               | 1972 | SMH 1  | 90° sud, 0° est                     |                                                   |
| Cairn de Fukushima                                                        | Base Showa                                                                      | Japon                                   | Japon                                   | 1972 | SMH 2  | 69° 00′ 00″ sud, 39° 35′ 00″ est    |                                                   |
| Cairn de Mawson                                                           | Île Proclamation, terre d'Enderby                                               | Australie                               | Australie                               | 1972 | SMH 3  | 65° 51′ 00″ sud, 53° 41′ 00″ est    |                                                   |
| Base du pôle d'inaccessibilité                                            | Pôle Sud d'inaccessibilité                                                      | Russie                                  | Russie                                  | 1972 | SMH 4  | 83° 06′ 00″ sud, 54° 58′ 00″ est    |                                                   |
| Cairn de Mawson                                                           | Cap Bruce, terre de Mac. Robertson                                              | Australie                               | Australie                               | 1972 | SMH 5  | 67° 25′ 00″ sud, 60° 47′ 00″ est    |                                                   |
| Cairn de Wilkins                                                          | Walkabout Rocks, collines Vestfold, terre Princesse Elizabeth                   | Australie                               | Australie                               | 1972 | SMH 6  | 68° 22′ 00″ sud, 78° 33′ 00″ est    |                                                   |
| Pierre d'Ivan Kharma                                                      | Observatoire de Mirny, pointe Mabus                                             | Russie                                  | Russie                                  | 1972 | SMH 7  | 66° 33′ 00″ sud, 93° 01′ 00″ est    |                                                   |
| Monument à Anatoly Shcheglov                                              | Observatoire de Mirny, pointe Mabus                                             | Russie                                  | Russie                                  | 1972 | SMH 8  | 66° 33′ 00″ sud, 93° 01′ 00″ est    |                                                   |
| Cimetière de l'île Buromsky                                               | Île Buromsky                                                                    | Russie                                  | Russie                                  | 1972 | SMH 9  | 66° 32′ 00″ sud, 93° 01′ 00″ est    |                                                   |
| Observatoire magnétique de la base Oasis                                  | Base Dobrowolsky, collines Bunger                                               | Russie                                  | Russie                                  | 1972 | SMH 10 | 66° 16′ 00″ sud, 100° 45′ 00″ est   |                                                   |
| Tracteur lourd                                                            | Base Vostok                                                                     | Russie                                  | Russie                                  | 1972 | SMH 11 | 78° 28′ 00″ sud, 106° 48′ 00″ est   |                                                   |
| Glacière de l'île Inexpressible                                           | Île Inexpressible, baie Terra Nova                                              | Nouvelle-Zélande                        | Nouvelle-Zélande Italie Royaume-Uni     | 1972 | SMH 14 | 74° 54′ 00″ sud, 163° 43′ 00″ est   |                                                   |
| Cabane de Shackleton                                                      | Cap Royds, île de Ross                                                          | Nouvelle-Zélande Royaume-Uni            | Nouvelle-Zélande Royaume-Uni            | 1972 | SMH 15 | 77° 33′ 00″ sud, 166° 10′ 00″ est   |                                                   |
| Cabane Terra Nova                                                         | Cap Evans, île de Ross                                                          | Nouvelle-Zélande Royaume-Uni            | Nouvelle-Zélande Royaume-Uni            | 1972 | SMH 16 | 77° 38′ 00″ sud, 166° 24′ 00″ est   |                                                   |
| Croix du mont Wind Vane                                                   | Colline Wind Vane, cap Evans, île de Ross                                       | Nouvelle-Zélande Royaume-Uni            | Nouvelle-Zélande Royaume-Uni            | 1972 | SMH 17 | 77° 38′ 00″ sud, 166° 24′ 00″ est   |                                                   |
| Cabane de Scott                                                           | Pointe Hut, île de Ross                                                         | Nouvelle-Zélande Royaume-Uni            | Nouvelle-Zélande Royaume-Uni            | 1972 | SMH 18 | 77° 50′ 00″ sud, 166° 37′ 00″ est   |                                                   |
| Croix de George Vince                                                     | Pointe Hut, île de Ross                                                         | Nouvelle-Zélande Royaume-Uni            | Nouvelle-Zélande Royaume-Uni            | 1972 | SMH 19 | 77° 50′ 00″ sud, 166° 37′ 00″ est   |                                                   |
| Croix de la colline de l'Observatoire                                     | Colline de l'Observatoire, île de Ross                                          | Nouvelle-Zélande Royaume-Uni            | Nouvelle-Zélande Royaume-Uni            | 1972 | SMH 20 | 77° 51′ 00″ sud, 166° 41′ 00″ est   |                                                   |
| Igloo de pierre de Wilson                                                 | Cap Crozier, île de Ross                                                        | Nouvelle-Zélande Royaume-Uni            | Nouvelle-Zélande Royaume-Uni            | 1972 | SMH 21 | 77° 31′ 00″ sud, 169° 22′ 00″ est   |                                                   |
| Cabanes de Borchgrevink                                                   | Cap Adare                                                                       | Nouvelle-Zélande Royaume-Uni            | Nouvelle-Zélande Royaume-Uni            | 1972 | SMH 22 | 71° 18′ sud, 170° 12′ est           |                                                   |
| Tombe de Nicolai Hanson                                                   | Cap Adare                                                                       | Nouvelle-Zélande Royaume-Uni            | Nouvelle-Zélande Royaume-Uni            | 1972 | SMH 23 | 71° 17′ 00″ sud, 170° 13′ 00″ est   |                                                   |
| Cairn d'Amundsen                                                          | Mont Betty, chaîne de la Reine-Maud                                             | Norvège                                 | Norvège                                 | 1972 | SMH 24 | 85° 01′ 00″ sud, 163° 04′ 00″ ouest |                                                   |
| Base abandonnée San Martín                                                | Île Barry                                                                       | Argentine                               | Argentine                               | 1972 | SMH 26 | 68° 08′ 00″ sud, 67° 08′ 00″ ouest  |                                                   |
| Cairn de Charcot (1909)                                                   | Colline Megalestris, île Petermann                                              | Argentine France Royaume-Uni            | France Royaume-Uni                      | 1972 | SMH 27 | 65° 10′ 00″ sud, 64° 09′ 00″ ouest  |                                                   |
| Cairn de Charcot (1904)                                                   | Port-Charcot, île Booth                                                         | Argentine                               | Argentine France                        | 1972 | SMH 28 | 65° 03′ 00″ sud, 64° 01′ 00″ ouest  |                                                   |
| Phare du 1er Mai                                                          | Base Melchior, île Lambda, îles Melchior                                        | Argentine                               | Argentine                               | 1972 | SMH 29 | 64° 18′ 00″ sud, 62° 59′ 00″ ouest  |                                                   |
| Abri de Gabriel Gonzalez Videla                                           | Paradise Harbour                                                                | Chili                                   | Chili                                   | 1972 | SMH 30 | 64° 49′ 00″ sud, 62° 51′ 00″ ouest  |                                                   |
| Monolithe de la base Capitán Arturo Prat                                  | Base Capitán Arturo Prat, île Greenwich, îles Shetland du Sud                   | Chili                                   | Chili                                   | 1972 | SMH 32 | 62° 28′ 00″ sud, 59° 40′ 00″ ouest  |                                                   |
| Abri de González Pacheco                                                  | Base Capitán Arturo Prat, île Greenwich, îles Shetland du Sud                   | Chili                                   | Chili                                   | 1972 | SMH 33 | 62° 29′ 00″ sud, 59° 40′ 00″ ouest  |                                                   |
| Buste d'Arturo Prat                                                       | Base Capitán Arturo Prat, île Greenwich, îles Shetland du Sud                   | Chili                                   | Chili                                   | 1972 | SMH 34 | 62° 50′ 00″ sud, 59° 41′ 00″ ouest  |                                                   |
| Statue de la Vierge de Carmen                                             | Base Capitán Arturo Prat, île Greenwich, îles Shetland du Sud                   | Chili                                   | Chili                                   | 1972 | SMH 35 | 62° 29′ 00″ sud, 59° 40′ 00″ ouest  |                                                   |
| Plaque de l'expédition Dallman                                            | Anse Potter, île du Roi-George                                                  | Argentine Royaume-Uni                   | Argentine Allemagne                     | 1972 | SMH 36 | 62° 14′ 00″ sud, 58° 39′ 00″ ouest  |                                                   |
| Statue à Bernardo O'Higgins                                               | Base General Bernardo O'Higgins, péninsule de la Trinité                        | Chili                                   | Chili                                   | 1972 | SMH 37 | 63° 19′ 00″ sud, 57° 54′ 00″ ouest  |                                                   |
| Cabane de l'expédition Nordenskjöld                                       | Île Snow Hill                                                                   | Argentine Royaume-Uni                   | Argentine Suède                         | 1972 | SMH 38 | 64° 22′ 00″ sud, 56° 59′ 00″ ouest  |                                                   |
| Cabane de la baie Hope                                                    | Baie Hope, péninsule de la Trinité                                              | Argentine Royaume-Uni                   | Argentine Suède                         | 1972 | SMH 39 | 63° 24′ 00″ sud, 56° 59′ 00″ ouest  | Fichier:Swedish Antarctic Expedition Hope Bay.jpg |
| Buste du général San Martin, grotte de la Vierge de Lujan, mât de drapeau | Base Esperanza, baie Hope                                                       | Argentine                               | Argentine                               | 1972 | SMH 40 | 63° 24′ 00″ sud, 56° 59′ 00″ ouest  |                                                   |
| Cabane des survivants de l’Antarctique, tombe et cairn                    | Île Paulet                                                                      | Argentine Royaume-Uni                   | Argentine Suède Norvège                 | 1972 | SMH 41 | 63° 34′ 00″ sud, 55° 45′ 00″ ouest  |                                                   |
| Cabanes de la baie Scotia                                                 | Base Orcadas, Île Laurie, Orcades du Sud                                        | Argentine                               | Argentine Royaume-Uni                   | 1972 | SMH 42 | 60° 46′ 00″ sud, 44° 40′ 00″ ouest  |                                                   |
| Croix de la base Belgrano                                                 | Base Belgrano II, côte Confin, terre Coats                                      | Argentine                               | Argentine                               | 1972 | SMH 43 | 77° 52′ 00″ sud, 34° 37′ 00″ ouest  |                                                   |
| Plaque Dakshin Gangotri                                                   | Base Dakshin Gangotri, Princesse Astrid Kyst, terre de la Reine-Maud            | Inde                                    | Inde                                    | 1983 | SMH 44 | 70° 45′ 00″ sud, 11° 38′ 00″ est    |                                                   |
| Plaque de l'expédition de Gerlache                                        | Île Brabant, pointe Metchnikoff                                                 | Belgique                                | Belgique                                | 1985 | SMH 45 | 64° 02′ 00″ sud, 62° 34′ 00″ ouest  |                                                   |
| Port-Martin                                                               | Port-Martin, Terre Adélie                                                       | France                                  | France                                  | 1983 | SMH 46 | 66° 49′ 00″ sud, 141° 24′ 00″ est   |                                                   |
| Base Marret                                                               | Île des Pétrels, Terre Adélie                                                   | France                                  | France                                  | 1983 | SMH 47 | 66° 40′ 00″ sud, 140° 01′ 00″ est   |                                                   |
| Croix Prud'homme                                                          | Île des Pétrels, Terre Adélie                                                   | France                                  | France                                  | 1983 | SMH 48 | 66° 40′ 00″ sud, 140° 01′ 00″ est   |                                                   |
| Pilier de la colline Bunger                                               | Base Dobrowolski (en), colline Bunger, Terre de Wilkes                          | Pologne                                 | Pologne                                 | 1983 | SMH 49 | 66° 16′ 00″ sud, 100° 45′ 00″ est   |                                                   |
| Plaque de l'aigle polonais                                                | Péninsule Fildes, île du Roi-George                                             | Pologne                                 | Pologne                                 | 1983 | SMH 50 | 62° 12′ 00″ sud, 59° 01′ 00″ ouest  |                                                   |
| Tombe de Włodzimierz Puchalski                                            | Base antarctique Arctowski, Île du Roi-George                                   | Pologne                                 | Pologne                                 | 1983 | SMH 51 | 62° 13′ 00″ sud, 58° 28′ 00″ ouest  |                                                   |
| Monolithe de la base Grande Muraille                                      | Base Grande Muraille, péninsule Fildes, île du Roi-George, îles Shetland du Sud | Chine                                   | Chine                                   | 1983 | SMH 52 | 62° 13′ 00″ sud, 58° 58′ 00″ ouest  |                                                   |
| Buste de Luis Alberto Pardo, mémorial de l'Endurance                      | Pointe Wild, île de l'Éléphant, îles Shetland du Sud                            | Chili                                   | Chili                                   | 1987 | SMH 53 | 61° 03′ 00″ sud, 54° 50′ 00″ ouest  |                                                   |
| Monument à Richard E. Byrd                                                | Base McMurdo                                                                    | États-Unis                              | États-Unis                              | 1989 | SMH 54 | 77° 51′ 00″ sud, 166° 40′ 00″ est   |                                                   |
| Base Est                                                                  | Base Est, île Stonington                                                        | États-Unis                              | États-Unis                              | 1987 | SMH 55 | 68° 11′ 00″ sud, 67° 00′ 00″ ouest  |                                                   |
| Cabane de la pointe Waterboat                                             | Base Gabriel Videla (es), Pointe Waterboat, côte Danco, péninsule Antarctique   | Chili Royaume-Uni                       | Chili Royaume-Uni                       | 1991 | SMH 56 | 64° 49′ 00″ sud, 62° 51′ 00″ ouest  |                                                   |
| Plaque d'Andrew MacFarlane                                                | Yankee Bay, détroit McFarlane, île Greenwich, îles Shetland du Sud              | Chili Royaume-Uni                       | Chili Royaume-Uni                       | 1989 | SMH 57 | 62° 32′ 00″ sud, 59° 45′ 00″ ouest  |                                                   |
| Cairn du San Telmo                                                        | Half Moon Beach, cap Shirreff, île Livingston, îles Shetland du Sud             | Chili Espagne Pérou                     | Chili Espagne Pérou                     | 1989 | SMH 59 | 62° 28′ 00″ sud, 60° 46′ 00″ ouest  |                                                   |
| Cairn de la corvette Uruguay                                              | Île Seymour, archipel de James Ross                                             | Argentine                               | Argentine Suède                         | 1992 | SMH 60 | 64° 16′ 00″ sud, 56° 39′ 00″ ouest  |                                                   |
| Base A                                                                    | Port Lockroy, île Goudier                                                       | Royaume-Uni                             | Royaume-Uni                             | 1995 | SMH 61 | 64° 49′ 00″ sud, 63° 29′ 00″ ouest  |                                                   |
| Base F, cabane Wordie                                                     | Base Akademik Vernadsky, Île Winter, îles Argentines                            | Royaume-Uni                             | Royaume-Uni Ukraine                     | 1995 | SMH 62 | 65° 15′ 00″ sud, 64° 16′ 00″ ouest  |                                                   |
| Base Y                                                                    | Île Horseshoe (en), baie de Marguerite, terre de Graham                         | Royaume-Uni                             | Royaume-Uni                             | 1995 | SMH 63 | 67° 48′ sud, 67° 18′ ouest          |                                                   |
| Base E                                                                    | Île Stonington, baie de Marguerite, terre de Graham                             | Royaume-Uni                             | Royaume-Uni                             | 1995 | SMH 64 | 68° 11′ 00″ sud, 67° 00′ 00″ ouest  |                                                   |
| Cache à messages de l'Antarctique                                         | Île Svend Foyn, îles Possession                                                 | Nouvelle-Zélande Norvège Royaume-Uni    | Nouvelle-Zélande Norvège                | 1995 | SMH 65 | 71° 56′ 00″ sud, 171° 05′ 00″ est   |                                                   |
| Cairn Prestrud                                                            | Nunataks Scott (en), monts Alexandra, péninsule Édouard-VII                     | Nouvelle-Zélande Norvège Royaume-Uni    | Nouvelle-Zélande Norvège                | 1995 | SMH 66 | 77° 11′ 00″ sud, 154° 32′ 00″ ouest |                                                   |
| Maison de Granite                                                         | Cap Geology, Granite Harbour                                                    | Nouvelle-Zélande Norvège Royaume-Uni    | Nouvelle-Zélande Royaume-Uni            | 1995 | SMH 67 | 77° 00′ 00″ sud, 162° 32′ 00″ est   |                                                   |
| Dépôt de vivres de la moraine Porte de l'Enfer                            | Hells Gate Moraine, île Inexpressible, baie Terra Nova                          | Nouvelle-Zélande Norvège Royaume-Uni    | Nouvelle-Zélande Royaume-Uni            | 1995 | SMH 68 | 74° 52′ 00″ sud, 163° 50′ 00″ est   |                                                   |
| Cache à messages du Discovery                                             | Cap Crozier, île de Ross                                                        | Nouvelle-Zélande Norvège Royaume-Uni    | Nouvelle-Zélande Royaume-Uni            | 1995 | SMH 69 | 77° 27′ 00″ sud, 169° 16′ 00″ est   |                                                   |
| Cache à messages de Scott                                                 | Cap Wadworth, île Coulman                                                       | Nouvelle-Zélande Norvège Royaume-Uni    | Nouvelle-Zélande Royaume-Uni            | 1995 | SMH 70 | 73° 19′ 00″ sud, 169° 47′ 00″ est   |                                                   |
| Baie des Baleiniers                                                       | Baie des Baleiniers, île de la Déception, îles Shetland du Sud                  | Chili Norvège                           | Chili Norvège Royaume-Uni               | 1995 | SMH 71 | 62° 59′ 00″ sud, 60° 34′ 00″ ouest  |                                                   |
| Cairn Mikkelsen                                                           | Cairn Mikkelsen, îles Tryne (en), collines Vestfold                             | Australie Norvège                       | Australie Norvège                       | 1996 | SMH 72 | 68° 22′ 00″ sud, 78° 24′ 00″ est    |                                                   |
| Croix du mont Erebus                                                      | Baie Lewis, île de Ross                                                         | Nouvelle-Zélande                        | Nouvelle-Zélande                        | 1997 | SMH 73 | 77° 25′ 00″ sud, 167° 27′ 00″ est   |                                                   |
| Crique sans nom                                                           | Île de l’Éléphant                                                               | Royaume-Uni                             | Royaume-Uni                             | 1998 | SMH 74 | 61° 14′ 00″ sud, 55° 22′ 00″ ouest  |                                                   |
| Cabane A, base Scott                                                      | Pointe Pram, île de Ross, mer de Ross                                           | Nouvelle-Zélande                        | Nouvelle-Zélande                        | 2001 | SMH 75 | 77° 51′ 00″ sud, 166° 46′ 00″ est   |                                                   |
| Base Pedro Aguirre Cerda                                                  | Base Pedro Aguirre Cerda, anse Pendulum, île de la Déception                    | Chili                                   | Chili                                   | 2001 | SMH 76 | 62° 59′ 00″ sud, 60° 40′ 00″ ouest  |                                                   |
| Cap Denison                                                               | Cap Denison, baie du Commonwealth, terre George V                               | Australie                               | Australie                               | 2004 | SMH 77 | 67° 00′ 30″ sud, 142° 39′ 40″ est   |                                                   |
| Plaque de la neuvième expédition antarctique indienne                     | Pointe India, monts Humboldt (en), massif Wohlthat, terre de la Reine-Maud      | Inde                                    | Inde                                    | 2004 | SMH 78 | 71° 45′ 08″ sud, 11° 12′ 30″ est    |                                                   |
| Cabane Lili Marleen                                                       | Mont Dockery, terre Victoria                                                    | Allemagne                               | Allemagne                               | 2005 | SMH 79 | 71° 12′ 00″ sud, 164° 31′ 00″ est   |                                                   |
| Tente d'Amundsen                                                          | Sous la glace, près du pôle Sud                                                 | Norvège                                 | Norvège                                 | 2005 | SMH 80 | 90° sud, 0° est                     |                                                   |
| Rocher du Débarquement                                                    | Terre Adélie                                                                    | France                                  | France                                  | 2006 | SMH 81 | 66° 36′ 18″ sud, 140° 03′ 51″ est   |                                                   |
| Monument au traité de l'Antarctique                                       | Péninsule Fildes, île du Roi-George, îles Shetland du Sud                       | Chili                                   | Chili                                   | 2007 | SMH 82 | 62° 12′ 01″ sud, 58° 57′ 41″ ouest  |                                                   |
| Base W                                                                    | Île Detaille, fjord Lallemand, Terre Loubet                                     | Royaume-Uni                             | Royaume-Uni                             | 2009 | SMH 83 | 66° 52′ 00″ sud, 66° 48′ 00″ ouest  |                                                   |
| Cabane de la pointe Damoy                                                 | Pointe Damoy, baie Dorian, île Wiencke, archipel Palmer                         | Royaume-Uni                             | Royaume-Uni                             | 2009 | SMH 84 | 64° 49′ 00″ sud, 63° 31′ 00″ ouest  |                                                   |
| Plaque de la centrale nucléaire PM-3A                                     | Base McMurdo                                                                    | États-Unis                              | États-Unis                              | 2010 | SMH 85 | 77° 51′ 00″ sud, 166° 41′ 00″ est   |                                                   |
| Bâtiment no 1                                                             | Base Grande Muraille                                                            | Chine                                   | Chine                                   | 2012 | SMH 86 | 62° 13′ 04″ sud, 58° 57′ 44″ ouest  |                                                   |
| Plaque commémorative de la première base allemande                        | Base Georg-Forster (de), près de la base antarctique Novolazarevskaya           | Allemagne                               | Allemagne                               | 2013 | SMH 87 | 70° 46′ 39″ sud, 11° 51′ 03″ est    |                                                   |
| Complexe de forage de Boris Koudriachov                                   | Base antarctique Vostok                                                         | Russie                                  | Russie                                  | 2013 | SMH 88 | 78° 26′ 00″ sud, 106° 48′ 00″ est   |                                                   |
| Summit Camp de l'expédition Terra Nova                                    | Mont Erebus, île de Ross                                                        | États-Unis Nouvelle-Zélande Royaume-Uni | États-Unis Nouvelle-Zélande Royaume-Uni | 2013 | SMH 89 | 77° 30′ 21″ sud, 167° 10′ 14″ est   |                                                   |
| Camp E de l'expédition Terra Nova                                         | Île de Ross                                                                     | États-Unis Nouvelle-Zélande Royaume-Uni | États-Unis Nouvelle-Zélande Royaume-Uni | 2013 | SMH 90 | 77° 30′ 21″ sud, 167° 09′ 15″ est   |                                                   |
| Cabane du Chien boiteux                                                   | Base antarctique Saint-Clément-d'Ohrid, Île Livingston                          | Bulgarie                                | Bulgarie                                | 2015 | SMH 91 | 62° 38′ 24″ sud, 60° 21′ 54″ ouest  |                                                   |
| Tracteur-autoneige Kharkovchanka                                          | Base antarctique Progress, Terre de la Princesse-Elisabeth                      | Russie                                  | Russie                                  | 2015 | SMH 92 | 69° 22′ 30″ sud, 76° 22′ 59″ est    |                                                   |
| Épave du navire Endurance                                                 | fond marin de la mer de Weddell                                                 | Royaume-Uni                             | Royaume-Uni                             | 2019 | SMH 93 | 68° 39′ 30″ sud, 52° 26′ 30″ ouest  |                                                   |
| Cairn rocheux de l'expédition de C.A. Larsen (1892)                       | Base antarctique Marambio, île Seymour                                          | Argentine, Norvège, Suède, Royaume-Uni  | Argentine                               | 2019 | SMH 94 | 64° 14′ 13″ sud, 56° 35′ 08″ ouest  |                                                   |